# Cyrkuł mariampolski
Cyrkuł mariampolski (niem. Mariampoler Kreis) – jednostka administracyjna Cesarstwa Austrii w Królestwie Galicji i Lodomerii w latach 1782–1783.

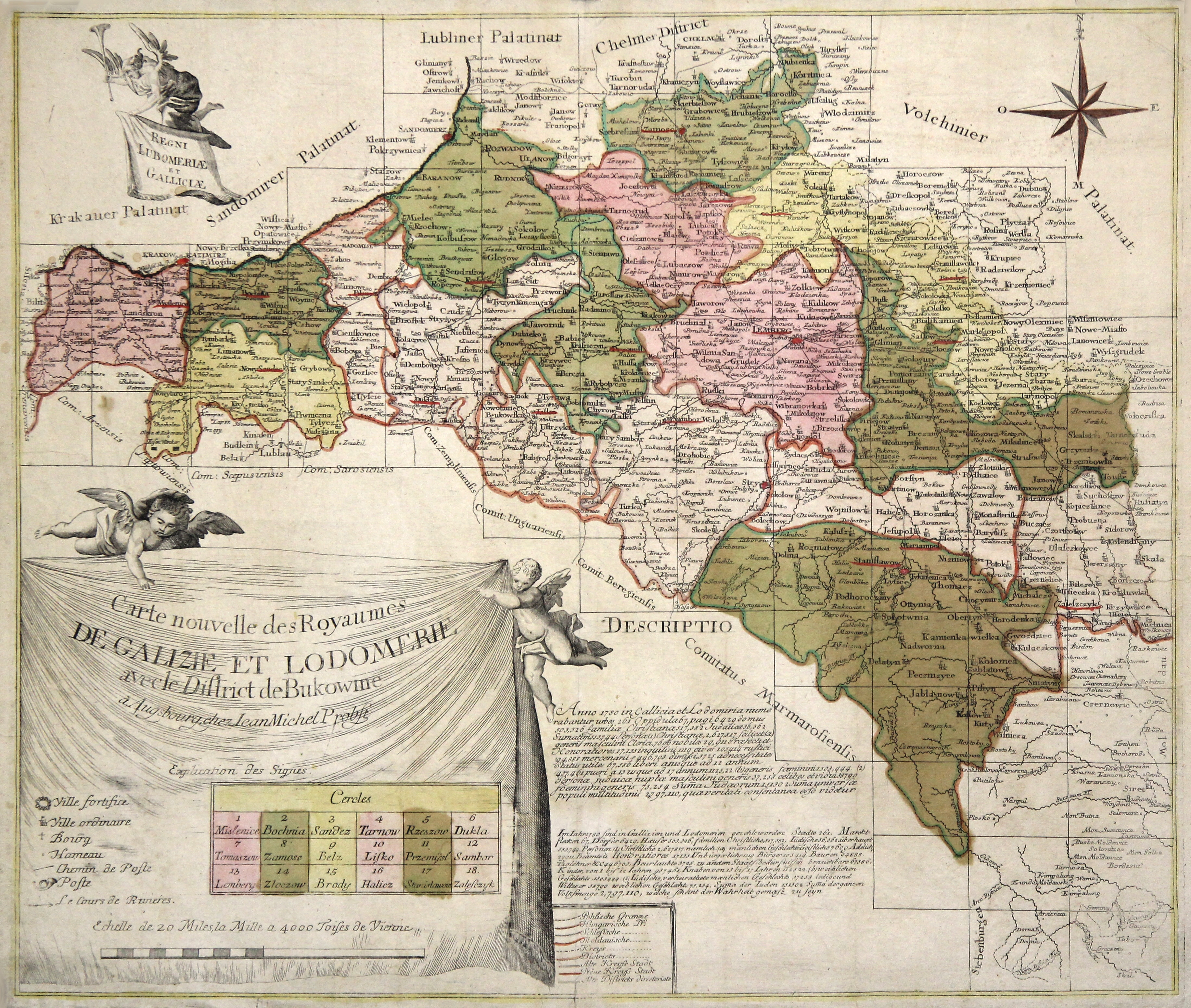
Projekt nowego podziału Galicji na cyrkuły (1780)

## Historia
Cyrkuł mariampolski z siedzibą w Mariampolu utworzono w 1782 roku na ziemiach polskich zagarniętych przez Austrię podczas I rozbioru w ramach reformy administracyjnej w Galicji.
Już 2 września 1780 kancelaria nadworna wydała dekret, w którym poinformowała gubernatora o nowych decyzjach w sprawie organizacji administracyjnej. Cesarzowa Maria Teresa Habsburg już od dłuższego czasu planowała wprowadzenie reform mających na celu dostosowanie ustroju Galicji do zasad obowiązujących w niemieckich krajach dziedzicznych. Właśnie zapadła kluczowa decyzja o przekształceniu dotychczasowych dystryktów w cyrkuły. W związku z tym polecono rozpoczęcie prac nad opracowaniem planu reorganizacji. Jednocześnie określono główne wytyczne, które miały stanowić podstawę przy tworzeniu tego planu. Szczególny nacisk położono na to, aby siedziby władz cyrkułów znajdowały się możliwie jak najbliżej ich centrum. Choć zalecano, aby obszary poszczególnych cyrkułów były w miarę równe pod względem powierzchni, nie należało traktować tej zasady zbyt rygorystycznie – w przypadku istnienia ważnych powodów możliwe były odstępstwa od równomiernego podziału. Zwrócono również uwagę, że nie powinno się bez wyraźnej potrzeby zmieniać lokalizacji siedzib władz, ponieważ wiązałoby się to z licznymi trudnościami – między innymi z koniecznością przeniesienia archiwów, które przez osiem lat znacznie się rozrosły. Na zakończenie podkreślono wagę odpowiedniego doboru kadry kierowniczej do obsadzenia nowych stanowisk.
Zgodnie z przyjętymi wytycznymi opracowano memoriał z 1 grudnia 1780, w którym przedstawiono projekt nowego podziału administracyjnego Galicji na 18 mniejszych cyrkułów na bazie dotychczasowych osiemnastu dystryktów. Jednym z nich był cyrkuł mariampolski, który powstał w oparciu o dotychczasowy dystrykt Halicz (1775–1782), należący do zniesionego cyrkułu halickiego (1773–1782). Początkowo siedzibą cyrkułu miało być Halicz, jednak ostatecznie zdecydowano się na Mariampol.
Jednak już kolejny rok przyniósł znaczne zmiany. W patencie z 25 listopada 1783 zaznaczono, że praktyka urzędowania i wygodniejsze położenie skłoniły rząd do zmian niektórych siedzib urzędów cyrkularnych, a co za tym idzie – granic cyrkułów. Powstał wtedy nowy cyrkuł doliński z siedzibą w Dolinie, który utworzono m.in. z zachodniej części cyrkułu mariampolskiego (z m.in. Bolechowem, Rudą, Sokołowem, Wojniłowem, Żurawnem i Żydaczowem). Tym samym wschodnią część cyrkułu mariampolskiego (z m.in. Mariampolem, Baryszem, Haliczem, Jezupolem, Monasterzyskami i Uściem Zielonym) zintegrowano z cyrkułem stanisławowskim, natomiast jego północne połacie z Podhajcami, Zawałowem, Konkolnikami i Bołszowcami włączono do nowego cyrkułu brzeżańskiego. Wreszcie najdalej na wschód wysunięte pasmo z Buczaczem i Potokiem weszło w skład cyrkułu zaleszczyckiego. Oznaczało to zarazem zniesienie cyrkułu mariampolskiego.